# 美村多栄
美村 多栄（みむら たえ、1960年7月14日 - ）は、日本の女優、モデル、講師（ダンス、ウォーキング、ストレッチ）である。
アイランド・プロモーション所属。

## 略歴
大阪府出身。
1981年よりジャズダンス、バレエ、ストリートダンス等を学ぶ。
1987年ロサンゼルスにスカラシップ生としてダンス留学後、1989年「ダンスアート・エモーション」を開校。
ダンスを指導するとともに、ダンサー、振付家として数々のダンスショー等に出演。
また、整形外科の医師とタイアップし、2003年より約１０年間に渡り患者の為のリハビリストレッチを受け持つかたわら、2009年にウォーキングアドバイザー、2010年にリンパセラピストの認定を受けた事で、カルチャーセンター、高校、芸能事務所でもダンスやウォーキング、ストレッチを指導。
企業や学校、地域のイベント等にて、健康講座やスタイルアップ講座等の講演活動も始めた。
過去には、劇団☆新感線、劇団東俳、モデルスクールでも指導経験がある。
芸能活動の方は、1990年より演技を本格的に学び始めた事で、ドラマや映画、CM等に出演。
1992年より歌も本格的に学ぶようになった事をキッカケに、映像から舞台に転向し、デヴューエンタープライズにて、同社製作ミュージカルに出演していたが、妊娠をきっかけに芸能関係の仕事を一切辞め、ダンス等の講師の仕事に専念した。
2013年、子育てが一段落したことで、アイランド・プロモーションに所属し、芸能活動に復帰した。

## 人物
趣味は、映画鑑賞と旅行。
映画は、特にサスペンス映画やホラー映画を好んで鑑賞。
国内では、北は北海道から南は沖縄、石垣島まで旅行。海外は、アメリカはロサンゼルス、ラスベガス、サンフランシスコ、ニューヨーク、ハワイ、グァム、中国は桂林、香港、フランスはパリ、ニース、イタリアはローマ、ベニス、他にはシンガポール、サイパン、インド、タイのバンコクを旅している。
書道（中学生の部）毛筆５段、珠算１級、簿記２級、計算実務１級、秘書検定２級、ウォーキングアドバイザー、リンパセラピストの資格を取得している。

## 出演

### テレビドラマ
- 関西テレビ『わんぱく天使』（1990年）看護師役
- 関西テレビ『料理少年Kタロー』（1990年）お好み焼き屋の客役
- よみうりテレビ『花友禅』（1990年）20話、127話　仲居役
- NHK『水のない海』（1990年）看護婦役
- 『月の光』（1991年）看護婦役
- よみうりテレビ 木曜ゴールデンドラマ『幸せ買いませんか』（1991年）主婦役
- 関西テレビ『大阪環状線 大正駅編』（2019年）
- 香港ドラマ『Forensic heroes 6』（2024年）雅美の母親役
- テレビ大阪『もしものマネー道/注目の洋風霊園』（2024年）檀家役
- テレビ大阪『もしものマネー道/桃ジェラード』（2024年）主人公の母親役
- テレビ大阪『もしものマネー道/元タカラジェンヌ第二の人生』（2024年）主人公の母親役
- テレビ大阪『もしものマネー道/城崎温泉』（2025年）主人公の母親役

### Webドラマ
- グンイチパン『愛しき家族』（2014年）主人公の母、吉村ユキ役
- 『ショーブ！』第５話（2016年）主人公の母親、遠藤結子役
- 『雲の帰り道』（2019年）母親ゆり役
- 『TORINAOSHI』第２話（2020年）バスの乗客、妻役
- TikTok ショートドラマ『家族写真』（2024年）母親役

### 映画
- 『新・極道の妻たち』（1991年）極道の妻役
- 『橋のない川』（1992年）農村住民役
- 『戦国の勝者』（2015年）よね役
- 『見栄を張る』（2017年）佐々木響役
- 『MANHUNT』（2017年）パーティーシーン
- 『ひとくず』（2019年）蒲田康子役
- 『れいこいるか』（2019年）主人公の母 北佳江役
- 『ひとつぼっち』（2020年）主人公の母 高畑華絵役
- 『雨中相合傘』（2022年）主人公の母 横田紀子役
- 『ヌーのコインロッカーは使用禁止』（2023年）佐々木兼子役
- 『キグルミブレード』（2023年）うどん屋女将役
- 『BAD LANDS』（2023年）転ぶ老婆役
- 『風が通り抜ける道』（2024年）居酒屋女将役

### 短編映画
- 立命館大学『つきとすっぽん』（2021年）主人公の母親役
- 大阪芸術大学『ぼくらのヒーロー』（2021年）近所のお婆ちゃん役
- ビジュアルアーツ専門学校『プリムラ』（2021年）主人公の母親役
- 立命館大学『さよならを夢みて』（2022年）主人公の母親役
- 『Still On Journey』（2022年）木嶋はるゑ役
- 東京48『ドッペルゲンガー』（2023年）田中加代子役
- 大阪芸術大学『エラー』（2023年）主人公の母親役
- 名古屋芸術大学『Meet One's Eyes』（2024年）主人公の祖母役
- 『青とオレンジ』（2024年）村田公恵役
- 神戸芸術工科大学『is here』（2024年）主人公の祖母役
- 立命館大学『追想日記』（2025年）主人公の母親役
- 立命館大学『マタタビ』（2025年）中年女子高生役

### TV番組
- 朝日放送『ビーバップ・ハイヒール』（2013、2016、2019年）
- テレビ大阪『通販生活』（2014年）
- 関西テレビ『買物生活ほんでなんぼ』（2016年）
- 朝日放送『今日もへぇ～ほぉ～』（2017年）

### CM、動画
- レンタルショップ『ジャパン』（1991年）
- 『朝日新聞』（1991年）
- クロレラサプライ『NEW青玉V』（2014年）
- キンチョー『虫コナーズ』（2015年）
- ドクターリセラ『スーパーホワイトEX』（2016年）
- ヤマサキ『ラサーナ』（2016年）
- エバーライフ『艶肌美人』（2017年）
- 『大阪万博誘致動画』（2018年）
- グンゼ『キレイラボ』（2018年）
- 小林製薬『サラシア100』（2018年）
- コスパ『新人研修用動画』（2018年）
- 『枡谷高尾』（2020年）
- 『沖縄特産・青切りシークワーサー100プレミアム』（2020年）
- ヤマサキ『ラサーナ』（2020年）
- 『バイオジェン・ジャパン』（2021年）
- ファーマフーズ『ニューモ』（2022年）
- 『タバティ』（2022年）
- 田辺三菱製薬『症例動画』（2022年）
- 新田ゼラチン『コラゲネイド』（2022年）
- ソーシャルテック『ブレスマイルウォッシュ』（2022年）
- ソーシャルテック『ブレスマイルクリア』（2023年）
- 森下仁丹『ビフィーナS』（2023年）
- 日本直販『スティック型ヘアドライヤー〈Baton〉』（2023年）
- 大阪陽子線クリニック（2024年）
- 日本直販『タテヨコ伸びパンツ』（2024年）
- 日本直販『鳥しっし』（2024年）
- ソーシャルテック『チャップアップモアシーラー』（2024年）
- 糖尿病VR（2024年）
- ソーシャルテック『チャップアップ』（2024年）
- NEXCO中日本（2024年）祖母役
- 坂井フレイルマシーン（2024年）
- NEXCO西日本『社員研修用動画』（2025年）地元住民　富田役
- 長崎マリオットホテル（2025年）
- 新甲賀漢方『カルグロゲン』（2025年）

### 広告
- シャルマンフジ『スマート泉大津』（2014年）
- 月刊『茶の間』（2015~2024年）
- 大阪ルクア情報誌『Ｉ’ｍ　Ｆｉｎｅ』（2018年）
- 『マジカバー　生え際コンシーラー』（2019年）
- 『ヘアーチャージ　頭皮すっきりエッセンス』（2021年）
- 『ヨガハーブ　ヘアカラーパウダー』（2021年）
- 『グローウィング　ヘアウィッグ』（2021年）
- 山田養蜂場『脂肪と血糖値のためのサプリ』（2023年）
- 近畿ろうきん『シニア通信』（2024年）

### 舞台
- 『ピノキオ』デヴューエンタープライズ製作
- 『猿飛佐助』デヴューエンタープライズ製作　他
- 『もぐらのむすめ』（2017年）浦賀昭代役
- 『ヌーのコインロッカーは使用禁止』（2018年）門田まり役
- 『コオロギからの手紙』（2022年）倉凪久子役

## 書籍
- 『習慣を変えるだけでスタイルも変わる「美村式スタイルアップ法」』（2020年）